# Mayra García
Mayra García (* 16. Mai 1972 in Tijuana) ist eine mexikanische Beachvolleyballspielerin.

## Karriere
2001 bildete García ein Duo mit ihrer langjährigen Partnerin Hilda Gaxiola. Nach überstandener Vorrunde gewannen die Mexikanerinnen in der ersten Hauptrunde der WM in Klagenfurt das nationale Duell gegen Galindo/Huerta und unterlagen im Achtelfinale gegen die Tschechinnen Celbová/Nováková. Zwei Jahre später scheiterten sie in Rio de Janeiro als Gruppenzweite an den Chinesinnen You Wenhui und Wang Lu. Vor der WM hatten sie bei diversen Open-Turnieren Top-Ten-Ergebnisse erzielt. 2004 in Athen mussten sie sich ohne Satzgewinn nach der Vorrunde vom olympischen Turnier verabschieden. Bei der WM 2005 in Berlin verloren sie in der zweiten Runde gegen das deutsche Duo Lahme/Müsch und auf der Verlierer-Seite gegen die Griechinnen Koutroumanidou/Tsiartsiani. Nach einem neunten Platz bei den Acapulco Open trennten sie sich Ende des Jahres.
2007 bildete García ein Beachvolleyball-Duo mit Bibiana Candelas. Bei den Panamerikanischen Spielen gewannen die beiden Mexikanerinnen die Bronzemedaille. 2008 kamen Candelas/García bei zwei Open-Turnieren sowie bei den Grand Slams in Berlin und Stavanger jeweils in die Top Ten. Außerdem gewannen sie das NORCECA-Turnier in Guatemala-Stadt. In Peking nahmen sie an den Olympischen Spielen teil. Dabei erreichten sie als Gruppendritte der Vorrunde die Lucky-Loser-Runde, in der sie im Tiebreak dem norwegischen Duo Håkedal/Tørlen unterlagen.
2009 qualifizierten sich Candelas/García für die WM in Stavanger. Als Gruppendritter kamen sie in die erste Hauptrunde, in der sie sich den späteren Finalistinnen Larissa/Juliana aus Brasilien geschlagen geben mussten. Im gleichen Jahr gewannen sie die Turniere der NORCECA-Tour in Tijuana und Puerto Vallarta. 2010 gelang ihnen als Fünfte des Grand Slams in Gstaad das bislang beste Ergebnis auf der World Tour. Bei der WM 2011 in Rom schieden die Mexikanerinnen hingegen als Gruppenletzte der Vorrunde aus, nachdem sie in drei Spielen nur zwei Satzgewinne geschafft hatten. In der Heimat waren sie erfolgreicher; sie gewannen drei Turniere der NORCECA-Serie und die Silbermedaille bei den Panamerikanischen Spielen in Guadalajara. Das beste Ergebnis der World Tour 2012 erreichten Candelas/García mit dem 13. Platz bei den Brasília Open. Nach dem Grand Slam in Peking beendete García ihre internationale Karriere.